# Frederik August Alexander Carel van Lynden van Sandenburg
Frederik August Alexander Carel baron van Lynden van Sandenburg (Utrecht, 18 oktober 1801 - Langbroek, 30 juni 1855) was een Nederlands advocaat, rechter en politicus.
Van Lynden van Sandenburg was de 'Stamvader' van een geslacht van Utrechtse bestuurders en vader van Theo van Lynden van Sandenburg, die later minister-president was. Hij was landeigenaar en rechter. Maakte zelf deel uit van de Dubbele Tweede Kamer in 1840. Hij verdedigde daarin de voorstellen tot Grondwetsherziening, maar merkte wel op dat het ontbreken van het amendementsrecht een gemis was.
Uit zijn in Den Haag op 16 april 1823 gesloten huwelijk met Anna Wilhelmina van Spaen (1801-1836), een dochter van Alexander van Spaen (1775-1811) en van Seyna Alexandrina van Neukirchen-Nyvenheim (1778-1801) zijn 5 kinderen geboren:
- Caroline Maria van Lynden (1824-1901), moeder van Willem Carel Adrien van Vredenburch
- Henriette Adolphine Caroline van Lynden tot Sandenburg (1825-1894)
- Constantijn Theodoor van Lynden van Sandenburg (1826-1885)
- Louisa Maria van Lynden (1831-1833)
- een levenloos geboren dochter (1836)

- Biografisch Portaal: 20688403
- Parlement.com: vg09llt74cuq